# محیط (فیلم ۱۹۱۷)
«محیط» (انگلیسی: Environment (film)) یک فیلم است که در سال ۱۹۱۷ منتشر شد. از بازیگران آن می‌توان به ماری مایلز مینتر اشاره کرد.